# Бажикаева
Бажикаева —— деревня в Аргаяшском районе Челябинской области Российской Федерации. Входит в состав Норкинского сельского поселения. Согласно переписи 2020 года население составляло 1143 человек.

## История
В 1968 году в состав деревни включен посёлок при инкубаторной станции.

## Население
| 2002 | 2010  |
| ---- | ----- |
| 1066 | ↗1084 |

Национальный состав: Всероссийская перепись населения (2002 год): 
Башкиры - 96%